# 插针网格阵列封装

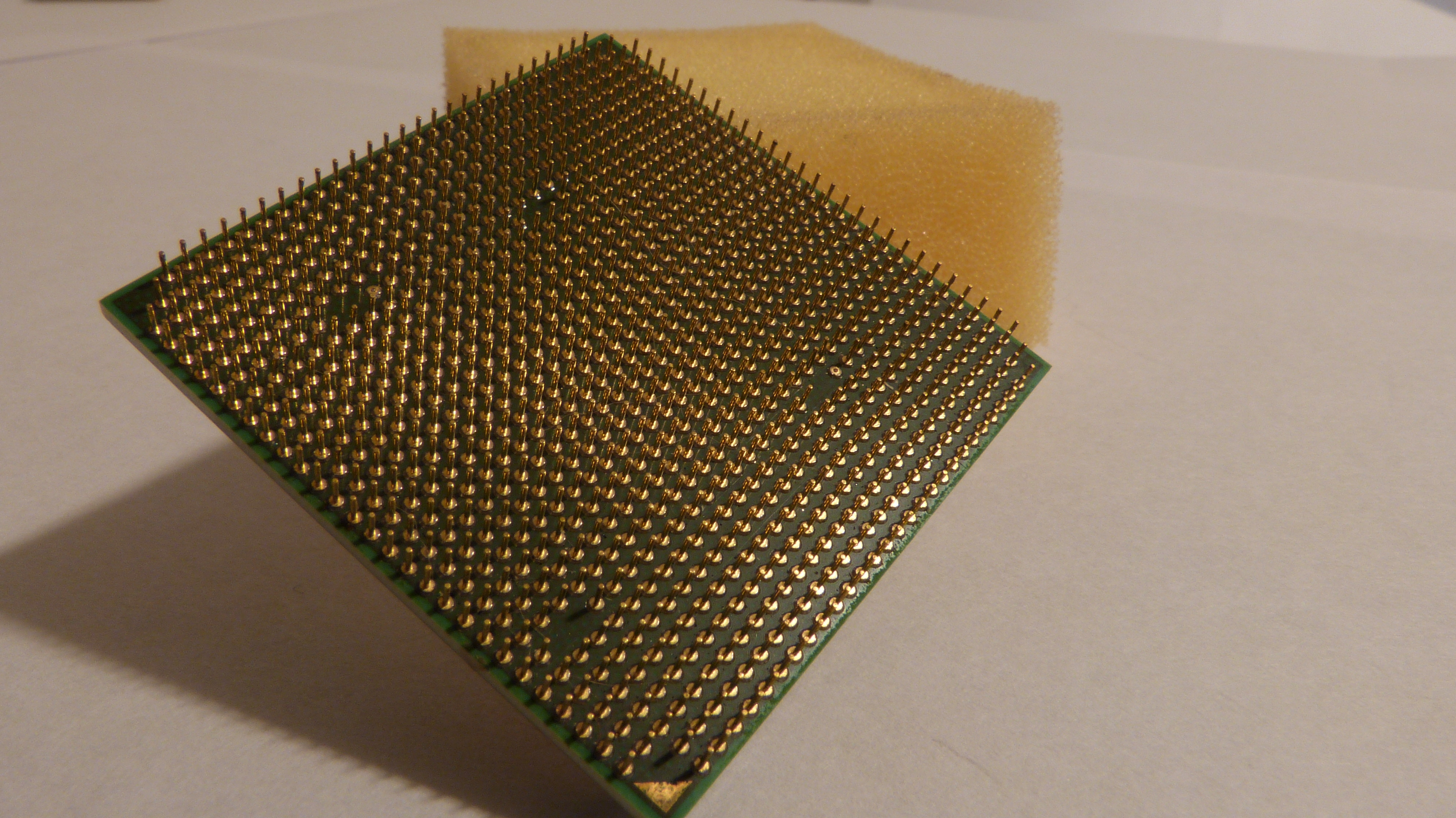
採用PGA封裝的AMD Phenom X4

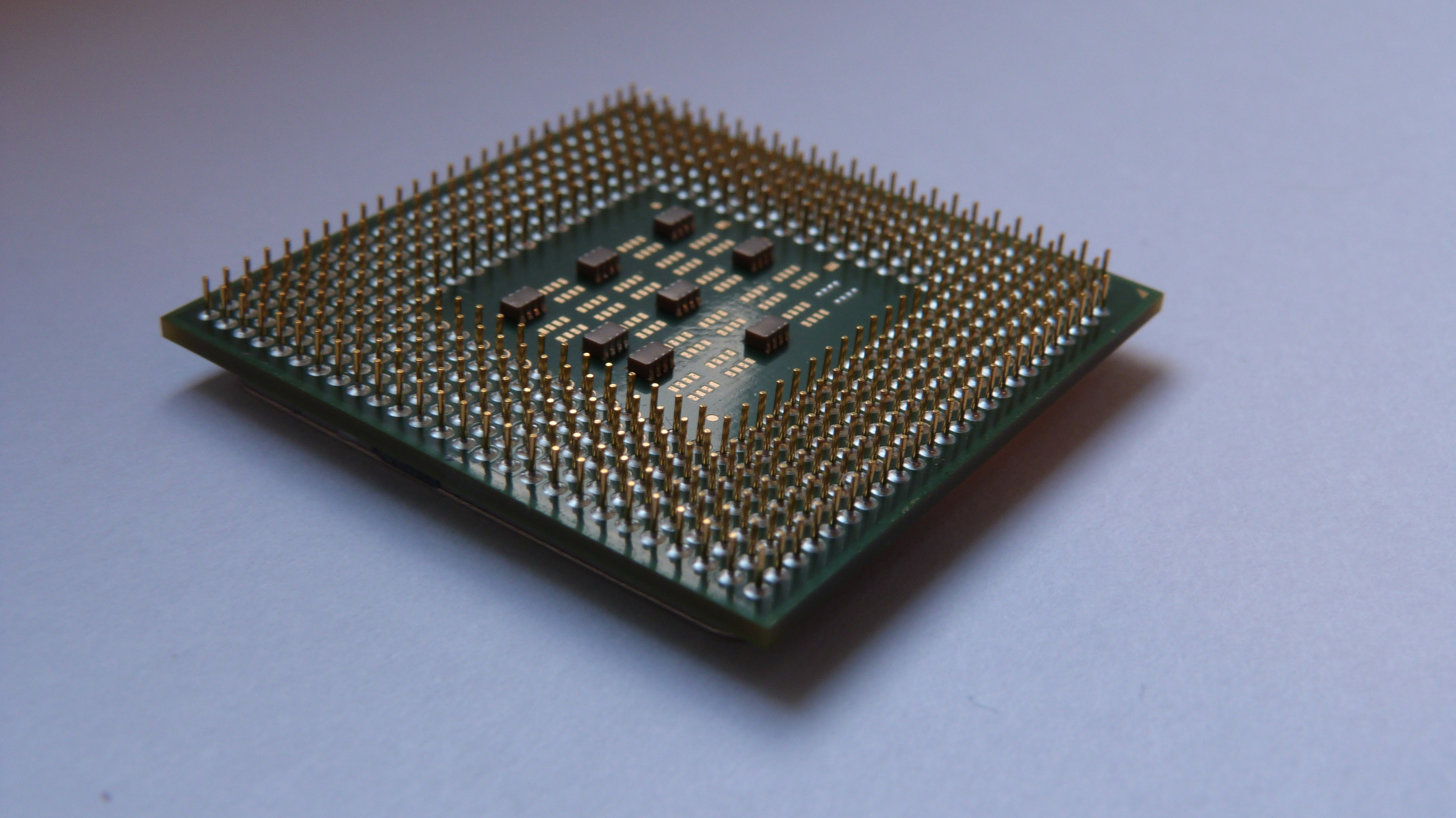
採用PGA封裝的Intel Pentium 4

插针网格阵列（英語：Pin Grid Array，缩写PGA），也译针脚栅格阵列，是一种集成电路封装技术，常见于微处理器的封装。
PGA封装一般是将集成电路（IC）焊接在一块电路板上，电路板的另一面是排列成方阵的插针，这些插针可以插入或焊接到其他电路板上对应的插座中，适合于需要频繁插拔的场合。一般PGA插针的间隔为1/10英寸或2.54毫米。对于同样管脚的芯片，PGA封装通常比过去常见的双列直插封装需用面积更小。
早期的英特尔奔腾处理器采用的是PGA封装，后来的P III、P4芯片采用了基于PGA技术发展来的FC-PGA（反转芯片PGA）封装，2004年7月推出LGA 775開始改成平面网格阵列封装（LGA）。AMD的处理器在2022年5月發佈Socket AM5前，一般為PGA封装，仅有Ryzen Threadripper系列及服务器的Opteron、EPYC等少數CPU为LGA封装。